# Serríon
Serríon (grec antic: Σέρριον o Σέρρειον) va ser una ciutat i un promontori a la costa sud de Tràcia. El promontori és avui el Cap Makri.
Estava enfront de l'illa de Samotràcia i és esmentada per Demòstenes, que diu que era un lloc que va ocupar Filip II de Macedònia en contra dels seus acords amb els atenencs. Titus Livi explica que Filip V de Macedònia va conquerir aquesta ciutat i d'altres ciutats tràcies l'any 200 aC durant les accions de la denominada Guerra de Creta. El seu nom podria derivar d'una ciutat anomenada Serríon a Samotràcia, que menciona Esteve de Bizanci.